# Tetsuya Takada
Tetsuya Takada (高田 哲也 Takada Tetsuya?), född 31 juli 1969 i Hiroshima prefektur, är en japansk före detta fotbollsspelare.
Takada började sin karriär 1993 i Fujita Industries (Shonan Bellmare). Med Bellmare vann han japanska cupen 1994. Han avslutade karriären 2000.